# Ivana Rožman
Ivana Rožman (Cyrillisch: Ивана Рожман) (Skopje, 14 juli 1989) is een atlete uit Noord-Macedonië.
Op de Olympische Zomerspelen van Beijing in 2008 nam Rožman voor FYROM deel aan de 100 meter sprint. Dat zelfde jaar nam ze ook deel aan de Wereldkampioenschappen voor junioren in Polen.
- World Athletics: 14329997